# Primarias ciudadanas del Partido Socialista de Francia de 2017
El Partido Socialista Francés celebró una primaria presidencial de dos rondas para seleccionar a un candidato para las elecciones presidenciales de 2017 los días 22 y 29 de enero de 2017. Fue la segunda primaria abierta (primarias ciudadanas) mantenida por la coalición de centro-izquierda después de la primaria en 2011 en la que François Hollande derrotó a Martine Aubry para convertirse en candidato socialista. Hollande continuó para derrotar al titular Nicolas Sarkozy en las elecciones presidenciales de 2012. Sin embargo, debido a su baja aprobación, anunció que no buscaría la reelección, convirtiéndose en el primer presidente de la Quinta República en decidir no postularse para un segundo mandato. La primaria fue disputada por siete candidatos, cuatro del Partido Socialista y tres representantes de otros partidos de la alianza electoral de izquierda (la Belle Alliance populaire).
Los tres delanteros en la primera ronda de la primaria fueron Manuel Valls, quien sirvió como primer ministro de Hollande de 2014 a 2016 y ministro del Interior de 2012 a 2014; Benoît Hamon, Ministro de Educación Nacional en 2014; Y Arnaud Montebourg, Ministro de Economía, Recuperación de la Producción y Sector Digital de 2012 a 2014. El 22 de enero, Hamon recibió el 36,03% y Valls el 31,48% de los votos en la primera ronda y avanzó a la segunda vuelta, muy por delante de todos los demás candidatos y muy por delante de Montebourg, quien fue eliminado e inmediatamente respaldó a Hamon. En la segunda vuelta, Hamon fácilmente derrotó a Valls, superando al ex-PM en casi 20 puntos porcentuales, y oficialmente tomó el manto como candidato del PS en las elecciones presidenciales de 2017.

## Antecedentes
La selección del candidato del Partido Socialista Francés (PS) por parte de los activistas se planificó desde la aprobación de los estatutos en el Congreso de Epinay en 1971, y el PS realizó elecciones primarias cerradas, entre los miembros del partido solamente, antes de las elecciones presidenciales de 1995 y 2007. En junio de 2010, antes de las elecciones de 2012, el partido decidió abrir la primaria a todos los ciudadanos, y no sólo a los miembros del PS, y en octubre de 2011, celebró su primera primaria abierta que llevó a la selección de François Hollande como su Nominado en la elección posterior, ganado por el PS. En el Congreso del partido de Toulouse después de la primaria de 2011, se adoptó el principio de las primarias abiertas para las futuras elecciones presidenciales con la participación y el apoyo de otros partidos políticos de izquierda. Dada la impopularidad del presidente en funciones Hollande, las discusiones fueron sostenidas con respecto a la posibilidad de una primaria antes de la elección 2017 y de sus parámetros.
En febrero de 2016, el primer secretario del Partido Socialista francés, Jean-Christophe Cambadelis, indicó públicamente su apoyo a una elección primaria dentro del partido. La primaria fue anunciada el 19 de junio de 2016.  Es la primera vez que un partido con un presidente en ejercicio ha celebrado una elección primaria por más de 50 años. Europa Ecología Los Verdes, el Partido Comunista y el Partido de Izquierda, así como partidos de izquierda más pequeños, no participarán en la primaria. Sin embargo, participarán el Partido Radical de Izquierda y la Unión de Demócratas y Ecologistas. El 17 de diciembre de 2016, tras la clausura de las candidaturas dos días antes, la Alta Autoridad de la Primaria de la Izquierda Francesa declaró que se habían validado las candidaturas para siete candidatos: cuatro candidatos del Partido Socialista, los dirigentes de la Unión de Demócratas y Ecologistas, el líder del Frente Democrático y miembro del Partido Radical de la Izquierda.
La primaria se celebró con el telón de fondo de la impopularidad de los socialistas gobernantes y la fragmentación de la izquierda entre tres candidatos principales, con encuestas que indican que el candidato del partido estaría en quinto lugar, detrás de Marine Le Pen del Front National, François Fillon de Los Republicanos, Emmanuel Macron, exministro de economía bajo Hollande, quien fundó su movimiento político centrista En Marcha, y el exsocialista de la extrema izquierda Jean-Luc Mélenchon bajo la bandera de la Francia no sumisa. Con los votos izquierdistas divididos entre Macron, Mélenchón y el candidato socialista, ninguno puede avanzar a la segunda ronda. Macron, el "tercer hombre" en las elecciones presidenciales francesas y un protegé cultivado por Hollande, fundó En Marche! En abril de 2016, tratando de superar una "brecha izquierda-derecha" y posicionarse como un reformador económico liberal de izquierda sobre temas sociales. Al igual que Macron, Mélenchón se ha convertido en un firme crítico de Hollande y su gobierno socialista, y su oferta representa una amenaza adicional al éxito electoral de los socialistas en las elecciones. A pesar de los socialistas frente a la perspectiva de una derrota humillante, tanto Macron y Mélenchon se negaron a abandonar sus ofertas presidenciales, y los socialistas siguen insistiendo en el campo de un candidato presidencial.

## Candidatos
| Otros                                        |
| -------------------------------------------- |
| - Miembro del Parlamento Europeo (2004-2014) |

| Otros |
| --- |
| - Ministro de Educación, 2014 - Viceministro de Economía para asuntos de consumidores, 2012 - 2014 - Viceministro de Economía para economía solidaria, 2012 - Parlamentario europeo, 2004 - 2009 |

| Support |
| --- |
| Sylviane Alaux, Alexis Bachelay, Guillaume Balas, Nathalie Chabanne, Pascal Cherki, Pierre Cohen, Florence Delaunay, Laurence Dumont, Henri Emmanuelli, Hervé Féron, Jean-Pierre Godefroy, Linda Gourjade, Mathieu Hanotin, Chaynesse Khirouni, Serge Janquin, Romain Joron, Régis Juanico, Georges Labazée, Jean-René Marsac, Édouard Martin, Philippe Martin, Michel Pouzol, Marie-Line Reynaud, Denys Robiliard, Barbara Romagnan, Gérard Sebaoun, Isabelle Thomas, Michel Vergnier, Michèle Rivasi |

| Otros |
| --- |
| - Ministro de Recuperación Productiva, 2012 - 2014 - Presidente del Consejo Departamental de Saône-et-Loire, 2008 - 2012 - Parlamentario por Saône-et-Loire, 1997 - 2012 |

| Support |
| --- |
| Laurent Baumel, Philippe Baumel, Jean-Pierre Blazy, Kheira Bouziane-Laroussi, Henri Cabanel, Laurent Cathala, Jérôme Durain, Aurélie Filippetti, Yann Galut, Daniel Goldberg, Jérôme Guedj, Édith Gueugneau, François Kalfon, Patrick Lebreton, Catherine Lemorton, Christophe Léonard, Michel Lesage, Bernard Lesterlin, Emmanuel Maurel, Pierre-Alain Muet, Philippe Noguès, Christian Paul, Patrice Prat, Christophe Premat, Cécile Untermaier |

| Otros                                                                       |
| --------------------------------------------------------------------------- |
| - Ministro de Educación, 2012 - 2014 - Parlamentario por Somme, 1997 - 2002 |

| Support |
| --- |
| Éric Andrieu, Kader Arif, David Assouline, Catherine Baratti-Elbaz, Jacques Bascou, Pervenche Berès, Karine Berger, Patrick Bloche, Marie-Odile Bouillé, Colette Capdevielle, Marie-Arlette Carlotti, Hélène Conway-Mouret, Valérie Corre, Karine Daniel, Sébastien Denaja, Jean-Paul Denanot, Sandrine Doucet, Rémi Féraud, Christophe Girard, Sylvie Guillaume, Philippe Grosvalet, Anne Hidalgo, Bruno Julliard, Didier Le Bret, Jean-Yves Leconte, Claudine Lepage, Lucette Lousteau, Jacques-Bernard Magner, Martine Martinel, Patrick Mennucci, Philippe Naillet, Philippe Nauche, Alain Néri, Gilles Pargneaux, George Pau-Langevin, Mazarine Pingeot, Élisabeth Pochon, Christine Revault d'Allonnes-Bonnefoy, Valérie Rabault, Marie Récalde, Eduardo Rihan Cypel, Claude Roiron, Isabelle This Saint-Jean, Alain Vidalies, Jean-Jacques Vlody |

| Otros |
| --- |
| - Ministra de Vivienda, 2014 - 2016 - Ministera de Vivienda, 2014 - Ministera de Artesanías y Turismo, 2012 - 2014 - Viceministra de Recuperación Productiva, 2012 |

| Otros                                                                      |
| -------------------------------------------------------------------------- |
| - Copresidente del grupo Verde en la Asamblea Nacional, 2012 - 2015 y 2016 |

| Otros                                                               |
| ------------------------------------------------------------------- |
| - Ministro del interior, 2012 - 2014 - Alcalde de Évry, 2001 - 2012 |

| Support |
| --- |
| Ibrahim Aboubacar, Patricia Adam, Michèle André, Alain Anziani, Nathalie Appéré, Pierre Aylagas, Audrey Azoulay, Dominique Baert, Guy Bailliart, Dominique Bailly, Gérard Bapt, Ericka Bareigts, Claude Bartolone, Christian Bataille, Delphine Bataille, Nicolas Bays, Catherine Beaubatie, Claude Bérit-Débat, Michel Berson, Chantal Berthelot, Alain Bertrand, Gisèle Biémouret, Yves Blein, Maryvonne Blondin, François Bonneau, Nicole Bonnefoy, Daniel Boisserie, Pascale Boistard, Yannick Botrel, Florent Boudié, Christophe Bouillon, Brigitte Bourguignon, Malek Boutih, Émeric Bréhier, Jean-Jacques Bridey, Jean-Claude Buisine, Sylviane Bulteau, Alain Calmette, Claire-Lise Campion, Thierry Carcenac, Christophe Caresche, Martine Carrillon-Couvreur, Françoise Cartron, Luc Carvounas, Jean-Yves Caullet, Guy Chambefort, Jacques Chiron, Jean-David Ciot, Alain Claeys, Karine Claireaux, Marie-Françoise Clergeau, Jacques Cornano, Jean-Jacques Cottel, Jacques Cresta, Pascale Crozon, Roland Courteau, Carlos Da Silva, Yves Daudigny, Pascal Deguilhem, Guy Delcourt, Michel Delebarre, Carole Delga, Jacques Dellerie, Pascal Demarthe, Françoise Descamps-Crosnier, Harlem Désir, Félix Desplan, Michel Destot, René Dosière, Philippe Doucet, Françoise Dumas, William Dumas, Jean-Louis Dumont, Jean-Paul Dupré, Yves Durand, Josette Durrieu, Olivier Dussopt, Vincent Eblé, Christian Eckert, Myriam El Khomri, Éric Elkouby, Sophie Errante, Martine Faure, Alain Fauré, Corinne Féret, Geneviève Fioraso, Hugues Fourage, Valérie Fourneyron, Michel Françaix, Christian Franqueville, Jean-Claude Fruteau, Jean-Louis Gagnaire, Catherine Génisson, Dominique Gillot, Éliane Giraud, Jean Glavany, Yves Goasdoué, Marc Goua, Laurent Grandguillaume, Élisabeth Guigou, Didier Guillaume, David Habib, Claude Haut, Odette Herviaux, Joëlle Huillier, Monique Iborra, Françoise Imbert, Michel Issindou, Éric Jeansannetas, Patrick Kanner, Antoine Karam, Marietta Karamanli, Bernadette Laclais, Bernard Lalande, Jack Lang, Jean-Yves Le Bouillonnec, Gilbert Le Bris, Anne-Yvonne Le Dain, Jean-Yves Le Déaut, Jean-Yves Le Drian, Jean-Marie Le Guen, Marie-Thérèse Le Roy, Bruno Le Roux, Marie Le Vern, Dominique Lefebvre, Patrick Lemasle, Cindy Léoni, Jean-Claude Leroy, Serge Letchimy, Michel Liebgott, François Loncle, Jeanny Lorgeoux, Gabrielle Louis-Carabin, Jean-Jacques Lozach, Victorin Lurel, Roger Madec, Philippe Madrelle, Hermeline Malherbe, Christian Manable, François Marc, Jean-Pierre Masseret, Rachel Mazuir, Juliette Méadel, Michel Ménard, Kléber Mesquida, Danielle Michel, Ségolène Neuville, Nathalie Nieson, Robert Olive, Michel Pajon, Georges Patient, Rémi Pauvros, Germinal Peiro, Daniel Percheron, Marie-Françoise Pérol-Dumont, Sébastien Pietrasanta, Jean-Vincent Placé, Napole Polutélé, Pascal Popelin, Dominique Potier, Joaquim Pueyo, François Pupponi, Dominique Raimbourg, Daniel Raoul, Claude Raynal, Daniel Reiner, Pierre Ribeaud, Alain Richard, Stéphanie Riocreux, Sylvie Robert, Alain Rodet, Marcel Rogemont, Gilbert Roger, Laurence Rossignol, Gwendal Rouillard, René Rouquet, Alain Rousset, Jean-Yves Roux, Boinali Saïd, Michel Sapin, Odile Saugues, Gilbert Sauvan, Gilles Savary, Thani Mohamed Soilihi, Jean-Pierre Sueur, Simon Sutour, Catherine Tasca, Jean-Louis Tourenne, Stéphane Travert, Jean-Jacques Urvoas, René Vandierendonck, Daniel Vaillant, Jacques Valax, Najat Vallaud-Belkacem, Yannick Vaugrenard, Fabrice Verdier, Michel Vergoz, Patrick Vignal, Jean-Michel Villaumé, Évelyne Yonnet, |

## Encuestas

### Primera ronda
| Elabe                                                                       | 20–21 Jun 2016      | 955         | 32% | –   | 22% | 13% | – | –    | 2%   | –  | –   | –    | –  | 5%   | 23% | –  | –   |
| Elabe                                                                       | 20–21 Jun 2016      | 955         | –   | 27% | 26% | 13% | – | –    | 3%   | –  | –   | –    | –  | 5%   | 22% | –  | –   |
| Ipsos                                                                       | 1–4 Jul 2016        | 6% of 15814 | 37% | –   | 32% | 13% | – | 2%   | 10%  | –  | –   | –    | –  | 6%   | –   | –  | –   |
| Ipsos                                                                       | 1–4 Jul 2016        | 6% of 15814 | 40% | –   | 38% | –   | – | 3%   | 11%  | –  | –   | –    | –  | 8%   | –   | –  | –   |
| Ipsos                                                                       | 1–4 Jul 2016        | 6% of 15814 | –   | 35% | 32% | 13% | – | 2%   | 11%  | –  | –   | –    | –  | 7%   | –   | –  | –   |
| Ipsos                                                                       | 1–4 Jul 2016        | 6% of 15814 | –   | –   | 30% | 13% | – | 2%   | 11%  | –  | –   | –    | –  | 6%   | 38% | –  | –   |
| BVA Archivado el 5 de febrero de 2017 en Wayback Machine.                   | 8–10 Jul 2016       | 936         | 11% | 5%  | 9%  | 3%  | – | –    | –    | –  | 18% | 3%   | –  | 1%   | 13% | 6% | 11% |
| Ifop*                                                                       | 12–15 Jul 2016      | 2000        | 31% | –   | 31% | 20% | – | –    | 3%   | –  | –   | –    | –  | 15%  | –   | –  | –   |
| Ifop*                                                                       | 31 Ago — 2 Sep 2016 | 899         | 32% | –   | 30% | 18% | – | –    | 4%   | 3% | –   | –    | –  | 13%  | –   | –  | –   |
| Ipsos                                                                       | 9–18 Sep 2016       | 1017        | 43% | –   | 31% | 16% | – | –    | 1%   | 1% | –   | 4%   | –  | 4%   | –   | –  | –   |
| Ipsos                                                                       | 9–18 Sep 2016       | 1017        | –   | 41% | 32% | 16% | – | –    | 1%   | 1% | –   | 5%   | –  | 4%   | –   | –  | –   |
| BVA Archivado el 20 de octubre de 2016 en Wayback Machine.                  | 13–20 Sep 2016      | 4% of 9255  | 43% | –   | 33% | 14% | – | 1%   | 2%   | 2% | –   | 3%   | –  | 2%   | –   | –  | –   |
| BVA Archivado el 20 de octubre de 2016 en Wayback Machine.                  | 13–20 Sep 2016      | 4% of 9255  | –   | 44% | 31% | 14% | – | 1%   | 1.5% | 2% | –   | 4%   | –  | 2.5% | –   | –  | –   |
| BVA Archivado el 20 de diciembre de 2016 en Wayback Machine.                | 3–13 Nov 2016       | 4% of 9206  | 40% | –   | 34% | 13% | – | 3%   | 2%   | 1% | –   | 3%   | –  | 4%   | –   | –  | –   |
| BVA Archivado el 20 de diciembre de 2016 en Wayback Machine.                | 3–13 Nov 2016       | 4% of 9206  | 27% | –   | 24% | 11% | – | 2%   | 1%   | 2% | –   | 2%   | –  | 3%   | 28% | –  | –   |
| BVA Archivado el 20 de diciembre de 2016 en Wayback Machine.                | 3–13 Nov 2016       | 4% of 9206  | –   | 44% | 32% | 13% | – | 3.5% | 1%   | 1% | –   | 2.5% | –  | 3%   | –   | –  | –   |
| BVA Archivado el 20 de diciembre de 2016 en Wayback Machine.                | 3–13 Nov 2016       | 4% of 9206  | –   | 34% | 31% | 11% | – | 4%   | 1%   | 1% | –   | 2%   | –  | 2%   | 24% | –  | –   |
| François Hollande anuncia no buscar reelección el 1 de diciembre de 2016    |                     |             |     |     |     |     |   |      |      |    |     |      |    |      |     |    |     |
| Ifop Archivado el 6 de enero de 2017 en Wayback Machine.*                   | 28 Nov — 1 Dic 2016 | 678         | –   | 38% | 27% | 14% | – | –    | 5%   | 1% | –   | 6%   | –  | 9%   | –   | –  | –   |
| Ifop Archivado el 6 de enero de 2017 en Wayback Machine.*                   | 2–3 Dic 2016        | 542         | –   | 45% | 25% | 14% | – | –    | 2%   | 1% | –   | 5%   | –  | 8%   | –   | –  | –   |
| Harris                                                                      | 5–7 Dic 2016        | 541         | –   | 45% | 28% | 11% | – | –    | 1%   | 1% | –   | 6%   | 3% | 5%   | –   | –  | –   |
| Inicia campaña oficial el 17 de diciembre de 2016                           |                     |             |     |     |     |     |   |      |      |    |     |      |    |      |     |    |     |
| * Nominado preferido entre simpatizantes de izquierda, no intención de voto |                     |             |     |     |     |     |   |      |      |    |     |      |    |      |     |    |     |

| Fuente                                                     | Fecha          | Muestra | Manuel Valls | Arnaud Montebourg | Benoît Hamon | Vincent Peillon | Sylvia Pinel | François de Rugy | Jean-Luc Bennahmias |
| ---------------------------------------------------------- | -------------- | ------- | ------------ | ----------------- | ------------ | --------------- | ------------ | ---------------- | ------------------- |
| Harris Archivado el 6 de enero de 2017 en Wayback Machine. | 2–4 Ene 2017   | 478     | 43%          | 25%               | 22%          | 7%              | 2%           | 1%               | <0.5%               |
| Ifop*                                                      | 3–5 Ene 2017   | 705     | 36%          | 24%               | 21%          | 9%              | 7%           | 2%               | 1%                  |
| Kantar Sofres - OnePoint                                   | 3–6 Ene 2017   | 488     | 36%          | 23%               | 21%          | 10%             | 6%           | 2%               | 2%                  |
| Elabe*                                                     | 8–11 Ene 2017  | 1373    | 31%          | 24%               | 24%          | 9%              | 5%           | 2%               | 1%                  |
| OpinionWay                                                 | 9–11 Ene 2017  | 453     | 40%          | 21%               | 29%          | 7%              | 1%           | 1%               | 1%                  |
| Elabe*                                                     | 11–13 Ene 2017 | 1542    | 31%          | 24%               | 25%          | 8%              | 5%           | 3%               | 1%                  |
| Primer debate televisado el 12 de enero de 2017            |                |         |              |                   |              |                 |              |                  |                     |
| Odoxa*                                                     | 12–13 Ene 2017 | 297     | 30%          | 23%               | 21%          | 9%              | 6%           | 3%               | 2%                  |
| Harris**                                                   | 12–13 Ene 2017 | 1002    | 23%          | 23%               | 27%          | 10%             | 5%           | 0%               | 0%                  |
| BVA Archivado el 18 de enero de 2017 en Wayback Machine.   | 13–16 Ene 2017 | 543     | 34%          | 26%               | 27%          | 7%              | 3%           | 2%               | 1%                  |
| Segundo debate televisado el 15 de enero de 2017           |                |         |              |                   |              |                 |              |                  |                     |
| Harris**                                                   | 15–16 Ene 2017 | 915     | 26%          | 22%               | 24%          | 7%              | 3%           | 0%               | 1%                  |
| Elabe*                                                     | 15–18 Ene 2017 | 1407    | 28%          | 24%               | 28%          | 5%              | 5%           | 3%               | 3%                  |
| OpinionWay                                                 | 16–18 Ene 2017 | 536     | 37%          | 24%               | 28%          | 5%              | 3%           | 1%               | 2%                  |
| Tercer debate televisado el 19 de enero de 2017            |                |         |              |                   |              |                 |              |                  |                     |
| Harris**                                                   | 19–20 Ene 2017 | 954     | 26%          | 29%               | 33%          | 6%              | 1%           | 0%               | 0%                  |
| Resultados                                                 | 22 Ene 2017    | –       | 31.48%       | 17.52%            | 36.03%       | 6.81%           | 2.00%        | 3.83%            | 1.02%               |
| * Nominado preferido, no intención de voto ** Ídem         |                |         |              |                   |              |                 |              |                  |                     |

### Segunda ronda
| Harris Archivado el 6 de enero de 2017 en Wayback Machine. | 2–4 Ene 2017   | 478   | 43%    | 57%    |
| Kantar Sofres - OnePoint                                   | 3–6 Ene 2017   | 488   | 50%    | 50%    |
| OpinionWay                                                 | 9–11 Ene 2017  | 453   | 47%    | 53%    |
| BVA Archivado el 18 de enero de 2017 en Wayback Machine.   | 13–16 Ene 2017 | 543   | 52%    | 48%    |
| OpinionWay                                                 | 16–18 Ene 2017 | 536   | 49%    | 51%    |
| Harris*                                                    | 25–26 Ene 2017 | 1,026 | 68%    | 25%    |
| Resultados                                                 | 29 Ene 2017    | –     | 58.69% | 41.31% |
| * Nominado preferido, no intención de voto                 |                |       |        |        |

## Resultados

Por Departamento:
Benoît Hamon
Manuel Valls
Arnaud Montebourg
Sylvia Pinel

| Candidatos                                                  | Candidatos          | Partidos                     | Partidos | 1 ronda   | 1 ronda | 2 ronda   | 2 ronda |
| Candidatos                                                  | Candidatos          | Partidos                     | Partidos | Votos     | %       | Votos     | %       |
| ----------------------------------------------------------- | ------------------- | ---------------------------- | -------- | --------- | ------- | --------- | ------- |
|                                                             | Benoît Hamon        | Partido Socialista           | PS       | 596 647   | 36,03   | 1 181 872 | 58,69   |
|                                                             | Manuel Valls        | Partido Socialista           | PS       | 521 238   | 31,48   | 831 871   | 41,31   |
|                                                             | Arnaud Montebourg   | Partido Socialista           | PS       | 290 070   | 17,52   |           |         |
|                                                             | Vincent Peillon     | Partido Socialista           | PS       | 112 718   | 6,81    |           |         |
|                                                             | François de Rugy    | Partido Ecologista           | PÉ       | 63 430    | 3,83    |           |         |
|                                                             | Sylvia Pinel        | Partido Radical de Izquierda | PRG      | 33 067    | 2,00    |           |         |
|                                                             | Jean-Luc Bennahmias | Frente Democrático           | FD       | 16 869    | 1,02    |           |         |
|                                                             |                     |                              |          |           |         |           |         |
| Válidos                                                     | Válidos             | Válidos                      | Válidos  | 1 634 039 | 98,68   | 2 013 743 | 98,46   |
| Nulos                                                       | Nulos               | Nulos                        | Nulos    | 21 880    | 1,32    | 31 600    | 1,54    |
| Total                                                       | Total               | Total                        | Total    | 1 655 919 | 100%    | 2 045 343 | 100%    |
|                                                             |                     |                              |          |           |         |           |         |
| Fuente: Archivado el 7 de abril de 2012 en Wayback Machine. |                     |                              |          |           |         |           |         |